# Quando il giorno verrà
Quando il giorno verrà (Watch on the Rhine) è un film del 1943 diretto da Herman Shumlin.
La pellicola è l'adattamento cinematografico del dramma La guardia al Reno di Lillian Hellman.

## Trama
Sara Muller fa ritorno a casa, a Washington, dopo circa diciotto anni. Sposatasi con un ingegnere tedesco, ha vissuto in Germania fino al 1933 per poi girare diversi paesi e ora, in fuga dal nazismo è giunta negli Stati Uniti attraverso il Messico, con tutta la sua famiglia comprendente tra figli.
Il marito, Kurt Muller è un militante di un'organizzazione antinazista ed è segnato anche da una ferita patita durante la guerra di Spagna. Kurt reca con sé una forte somma di denaro, e nonostante cerchi di evitare discorsi politici, desta i sospetti di Teck de Brancovis, un nobile rumeno, alloggiato anche lui con la moglie Marthe nella grande casa dei Farrelly.
Il conte De Brancovis, scoperta l'attività politica di Kurt, minaccia di denunciarlo all'ambasciata tedesca. Kurt, che proprio a seguito del suo svelamento scopre che i vertici della sua organizzazione sono stati arrestati e che solo lui può rimediare alla situazione disperata tornando in Germania e organizzando una loro evasione, finge di cedere al ricatto ma poi uccide il viscido conte capendo che non si sarebbe fermato dopo il pagamento della somma richiesta.
La madre e il fratello di Sara pur consci dello scandalo e delle conseguenze che potranno pagare per l'assassinio che si è consumato nella loro casa, appoggiano la causa di Kurt, al quale danno copertura e offrono ulteriore denaro per proseguire nella sua lotta. Sara, con dolore, lo lascia partire per la Germania con la consapevolezza che sta andando incontro ad una missione quasi impossibile ma cui non può sottrarsi.
Dopo alcuni mesi di silenzio, Sara deve accettare la dura realtà che il marito sia stato catturato dai tedeschi. Non solo, il figlio maggiore, Joshua, ben indottrinato dai genitori, sente ora il dovere di partire per l'Europa per proseguire l'opera del padre, e lei, con un sentimento misto di orgoglio e di timore, non potrà ostacolarlo.

## Produzione
La pellicola si inserisce all'interno del cinema di propaganda statunitense in favore dell'intervento bellico contro la Germania nazista; all'origine del film c'è un dramma di Lillian Hellman portata al successo sulle scene di Broadway con la regia teatrale di Herman Shumlin. Dashiell Hammett adattò per il cinema la pièce per la Warner Bros. ricavandone una sceneggiatura che fu diretta dallo stesso Shumlin.

## Riconoscimenti
- 1944 - Premio Oscar
  - Miglior attore protagonista a Paul Lukas
  - Candidatura per il Miglior film alla Warner Bros.
  - Candidatura a Miglior attrice non protagonista a Lucile Watson
  - Candidatura per la Migliore sceneggiatura non originale a Dashiell Hammett
- 1944 - Golden Globe
  - Miglior attore in un film drammatico a Paul Lukas
- 1943 - National Board of Review Award
  - Migliori dieci film
- 1943 - New York Film Critics Circle Award
  - Miglior film
  - Miglior attore protagonista a Paul Lukas